# Consumentenbeurs
Een consumentenbeurs is een tentoonstelling die georganiseerd wordt zodat bedrijven (en consumenten) hun producten of diensten kunnen tentoonstellen en/of verkopen. De beurzen zijn specifiek op de consument gericht.
Een voorbeeld van een consumentenbeurs in de jaarlijkse Huishoudbeurs in Amsterdam.